# Kidy Passos
Kidy Passos é um apresentador de televisão do Brasil, que apresenta programas focados na democratização cultural e difusão da produção cultural, na região Sul e Sudeste do país. 
Embora natural de Santa Catarina, Kidy iniciou sua carreira na comunicação em emissoras de rádio em Pato Branco, região Sudoeste do Paraná, na década de 90. 
Em 2002 atuou como repórter da TV Cultura SC, canal 2 de Florianópolis. 
Em 2004 estreou no comando do programa "Tribus", também na TV Cultura SC. 
Em rede nacional atuou como jurado do Programa Raul Gil, na Rede Record e Rede Bandeirantes. Também realiza projetos audiovisuais, através das Leis de Incentivo à Cultura, voltados para o resgate e valorização da cultura popular das regiões onde atua.
De 2006 à 2008 atuou em Minas Gerais.
Em 2008 retornou para Santa Catarina e no Canal 20 Net/Floripa foi um dos apresentadores do programa SexTalking by Witti, focado em sexualidade e comportamento.
Em 2009 foi contratado pela TVBV/Band SC para atuar como repórter e produtor do programa do colunista social Helinho Ferreira.
Em dezembro de 2009 estreou na apresentação do quadro "Cabide", no programa "Revista".
Em 2010 estreou na apresentação do programa "Profissões", veiculado aos sábados, às 18H50, também pela TVBV.
Em 2011 estreou na RICTV Record Florianópolis, apresentando o "Pra Melhor", quadro semanal no programa "Ver Mais". “Pra Melhor” traz semanalmente histórias emocionantes de pessoas em busca de novas oportunidades. Mais que a conquista de uma nova imagem no espelho, a nova série irá proporcionar meios para que cada participante possa mudar sua vida "Pra Melhor".
Desde o dia 17 de abril de 2012, apresenta o "Pra Melhor" na Band SC, versão mais abrangente da apresentada na RICTV Record. O novo programa "Pra Melhor", apresentado por Kidy Passos, vai ao ar ao vivo, das 13h20 às 13h50, todas as terças e quintas-feiras e mescla reality com cidadania para oferecer informação e entretenimento na medida certa no início de tarde dos catarinenses.

## Ligações Externas
- Area Vip[ligação inativa]
- TV Cultura SC
- TVBV / Band SC - Profissões
- TVBV / Band SC - Cabide
- VídeoBlog Cabide TVBV/Band SC